# ミヤママムシグサ
ミヤママムシグサ（学名:Arisaema pseudoangustatum）は、サトイモ科テンナンショウ属の多年草。2013年に新種記載された。
葉はふつう2個つけ、9-13小葉に分裂する。仏炎苞は葉の展開より遅れて開き、全体に大型で黄緑色になり、半透明で開口部周辺が明るく目立つ。小型の株は雄花序をつけ、同一のものが大型になると雌花序または両性花序をつける雌雄偽異株で、雄株から雌株に完全に性転換する。

## 特徴
全体がホソバテンナンショウ Arisaema angustatum に似て、植物体の高さは80cmに達する。鞘状葉と偽茎部の斑紋は紫褐色をおび、偽茎部は葉柄部よりはるかに長く、偽茎部の葉柄基部の開口部は襟状に開出する。葉はふつう2個つき、葉身は鳥足状に9-13小葉に分裂し、小葉間の葉軸はやや発達しない。小葉は線状楕円形から狭楕円形で、先端および基部はとがり、縁は全縁または細鋸歯縁になる。
花期は遅く5-7月。葉が先に展開し、仏炎苞は葉の展開の後に開く。展開前の仏炎苞は全体が緑色、展開後に透明感のある黄緑色になり、開花後期には緑色が徐々に抜けて青白くなる。仏炎苞筒部にはしばしば紫褐色の微細が斑点があり、仏炎苞口辺部はやや前に傾いて狭く反曲し、その周辺部は半透明になる。仏炎苞舷部は筒部と同じ長さで、卵状三角形で基部は幅広く、先端は細くとがり、ときに紫褐色の微細な斑点があり、内面は細い白筋があるが隆起する細脈はなく平滑、ときに粉白色になる。花序付属体は有柄で、細棒状で淡緑色から黄緑色、直立するかしばしば上部が前方に曲がる。果実は秋に赤く熟す。

## 分布と生育環境
日本固有種。本州の中部地方の静岡県・山梨県・長野県・岐阜県、中国地方東部の兵庫県（氷ノ山）・岡山県・鳥取県に分布し、山地の林下に生育する。鳥取県に分布するものは、芹沢 (2013) によって変種のスズカマムシグサとして記載発表されたが、松本ら (2018) によって基本種のミヤママムシグサとされた。

## 名前の由来
和名ミヤママムシグサは、芹沢俊介 (2013) によって命名された。
種小名（種形容語）pseudoangustatum は、pseudo-angustatum であり、「～に似た」「偽の～」-「狭くなった」「細くなった」の意味であり、「ホソバテンナンショウ Arisaema angustatum に似た」の意味になる。

## 種の保全状況評価
国（環境省）による選定はない。

都道府県のレッドデータ、レッドリストの選定状況は次の通り。愛知県-絶滅危惧IB類（EN)

## ギャラリー

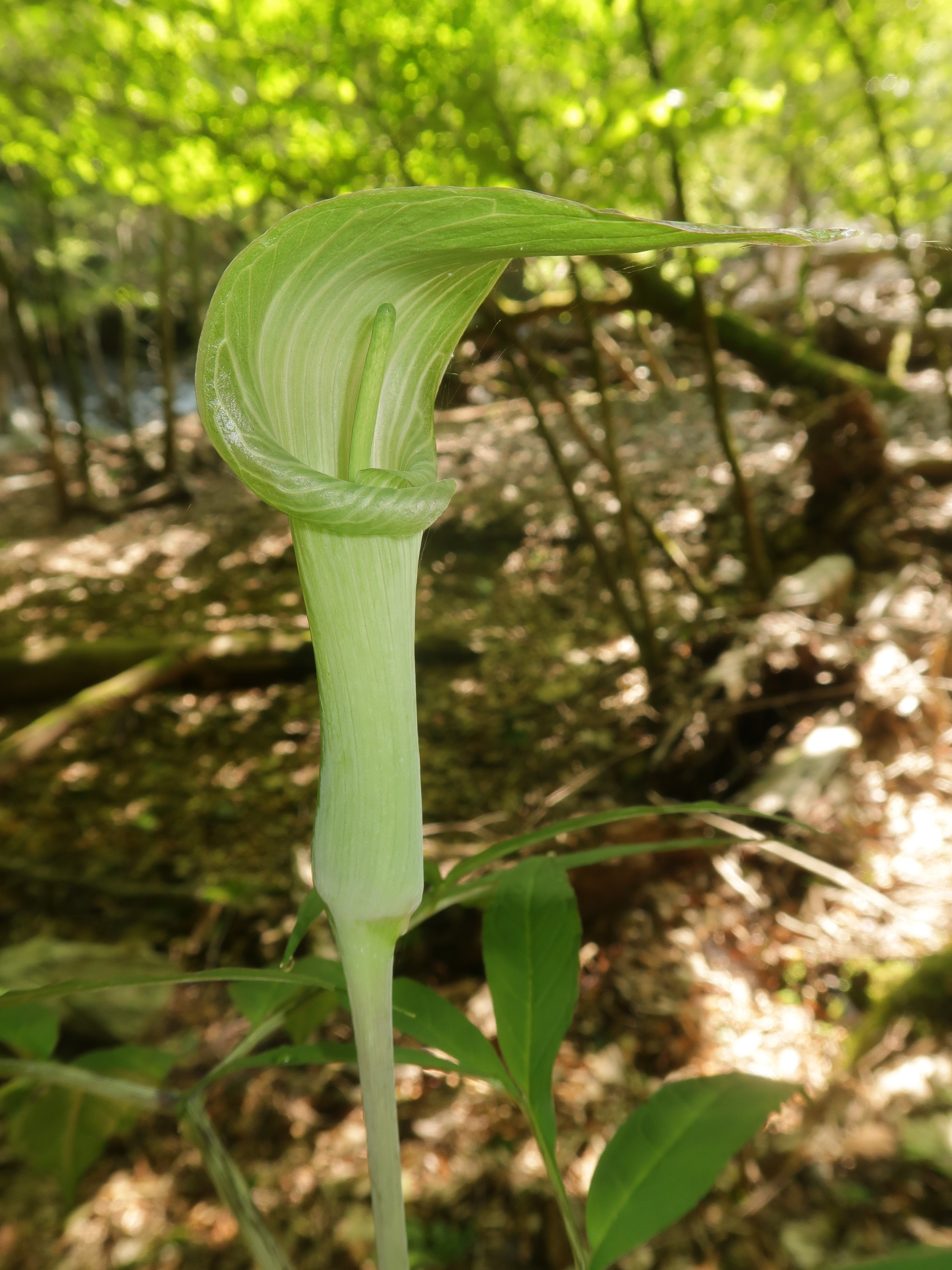
仏炎苞口辺部はやや前に傾いて狭く反曲し、その周辺部は半透明になる。
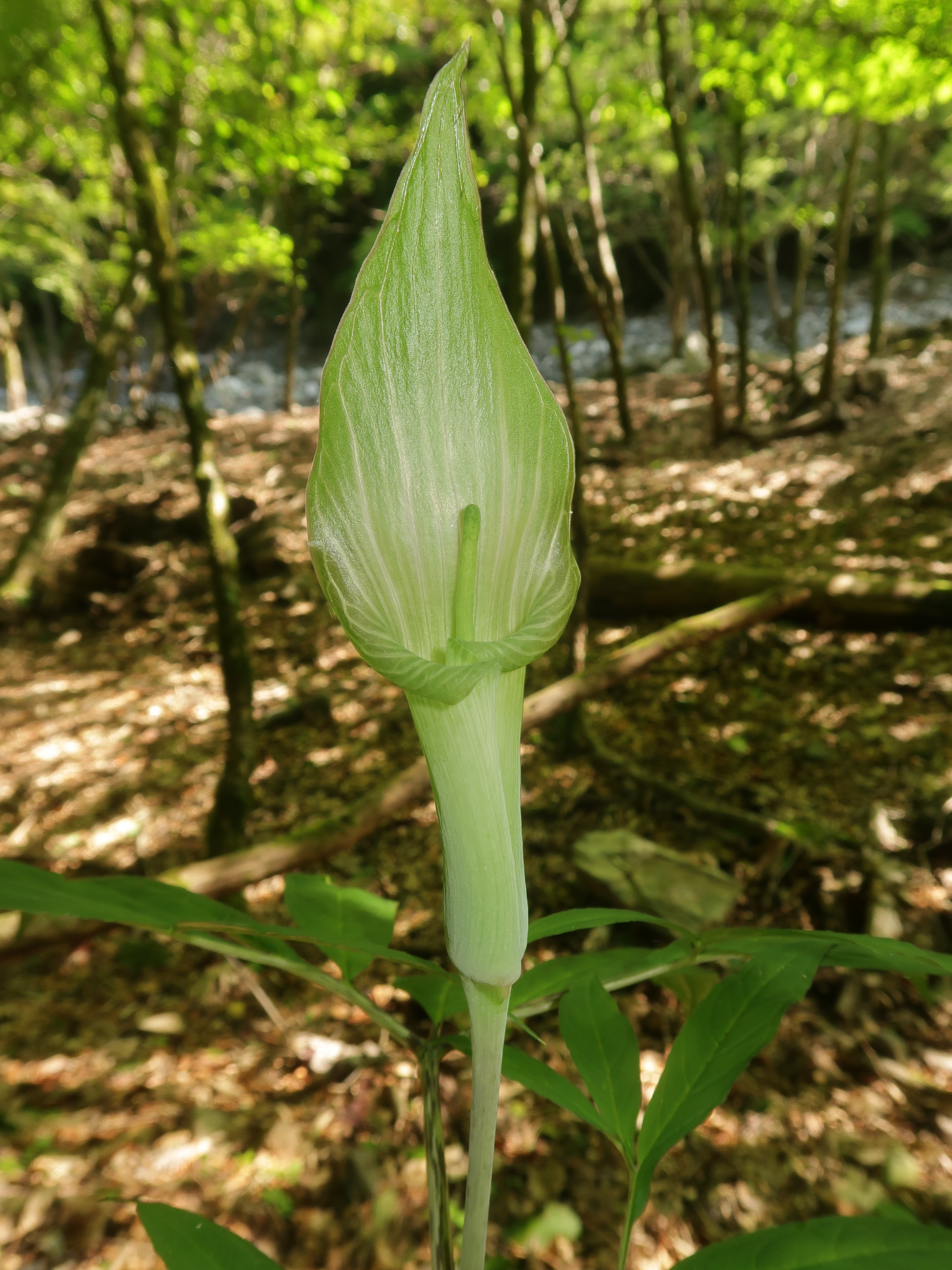
仏炎苞舷部は筒部と同じ長さで、卵状三角形で基部は幅広い。内面は細い白筋があるが隆起する細脈はなく平滑になる。花序付属体は細棒状で直立する。仏炎苞舷部を立たせて撮影。
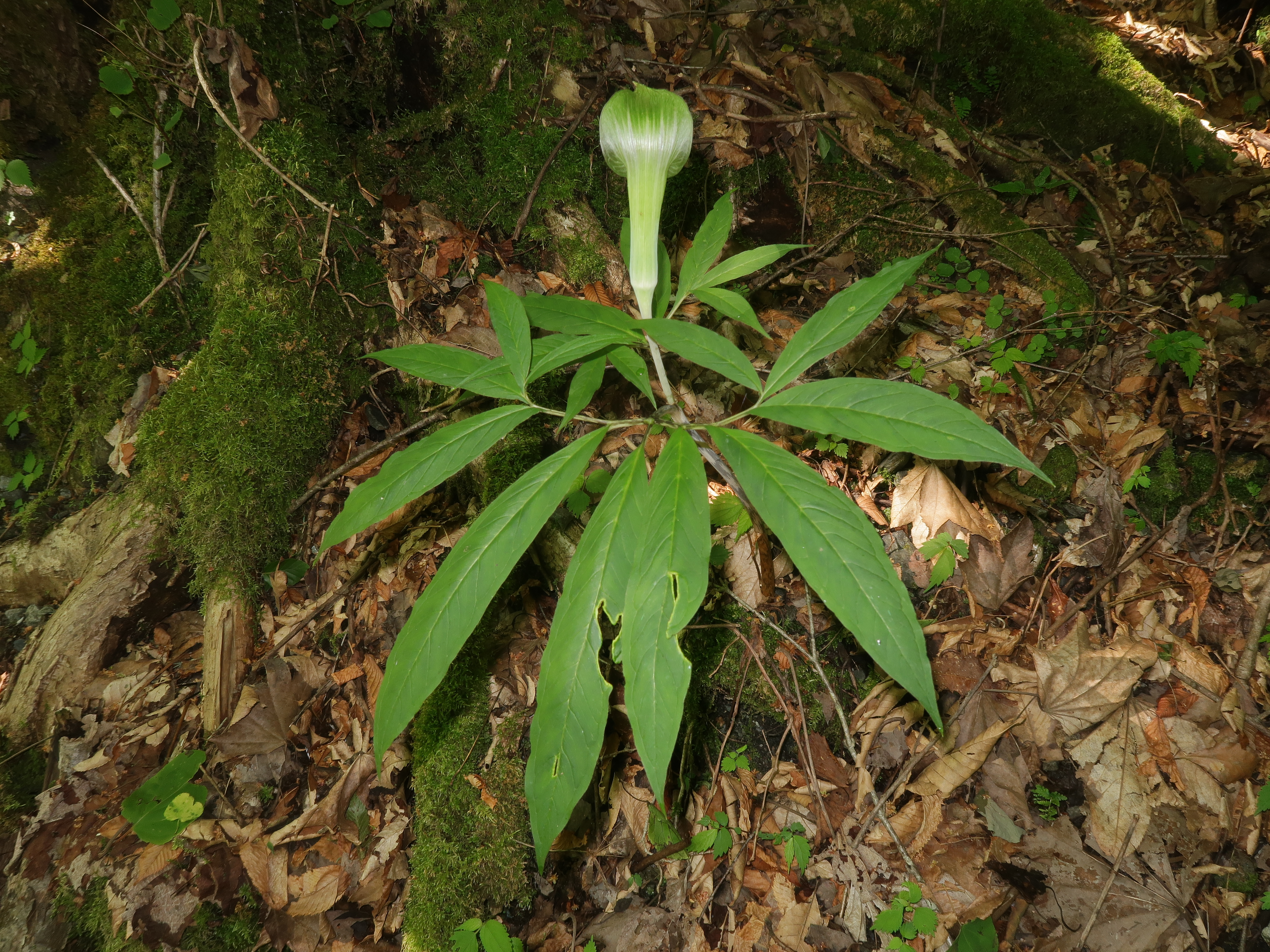
葉はふつう2個つき、葉身は鳥足状に9-13小葉に分裂し、小葉間の葉軸はやや発達しない。
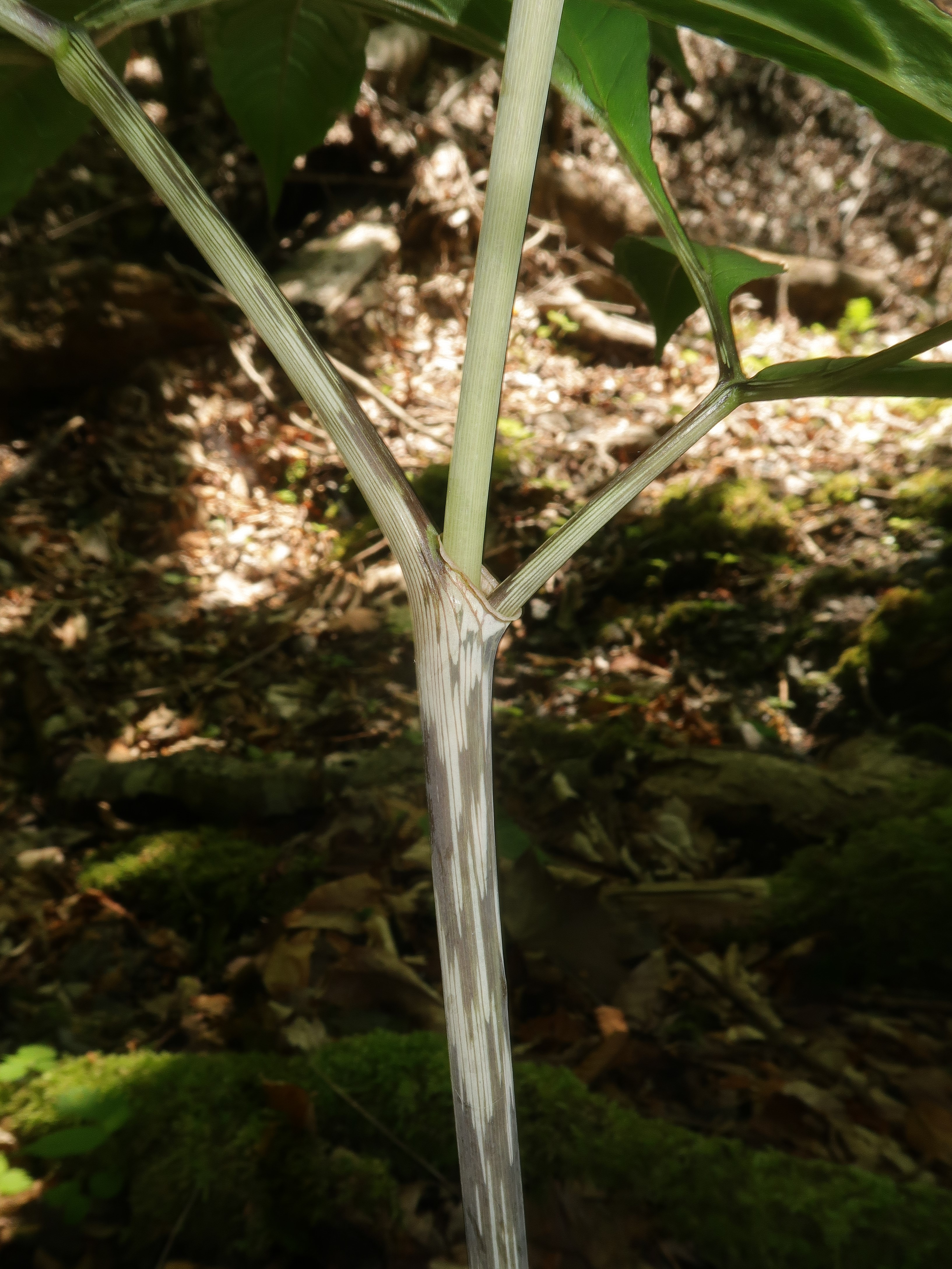
偽茎部の葉柄基部の開口部は襟状に開出する。
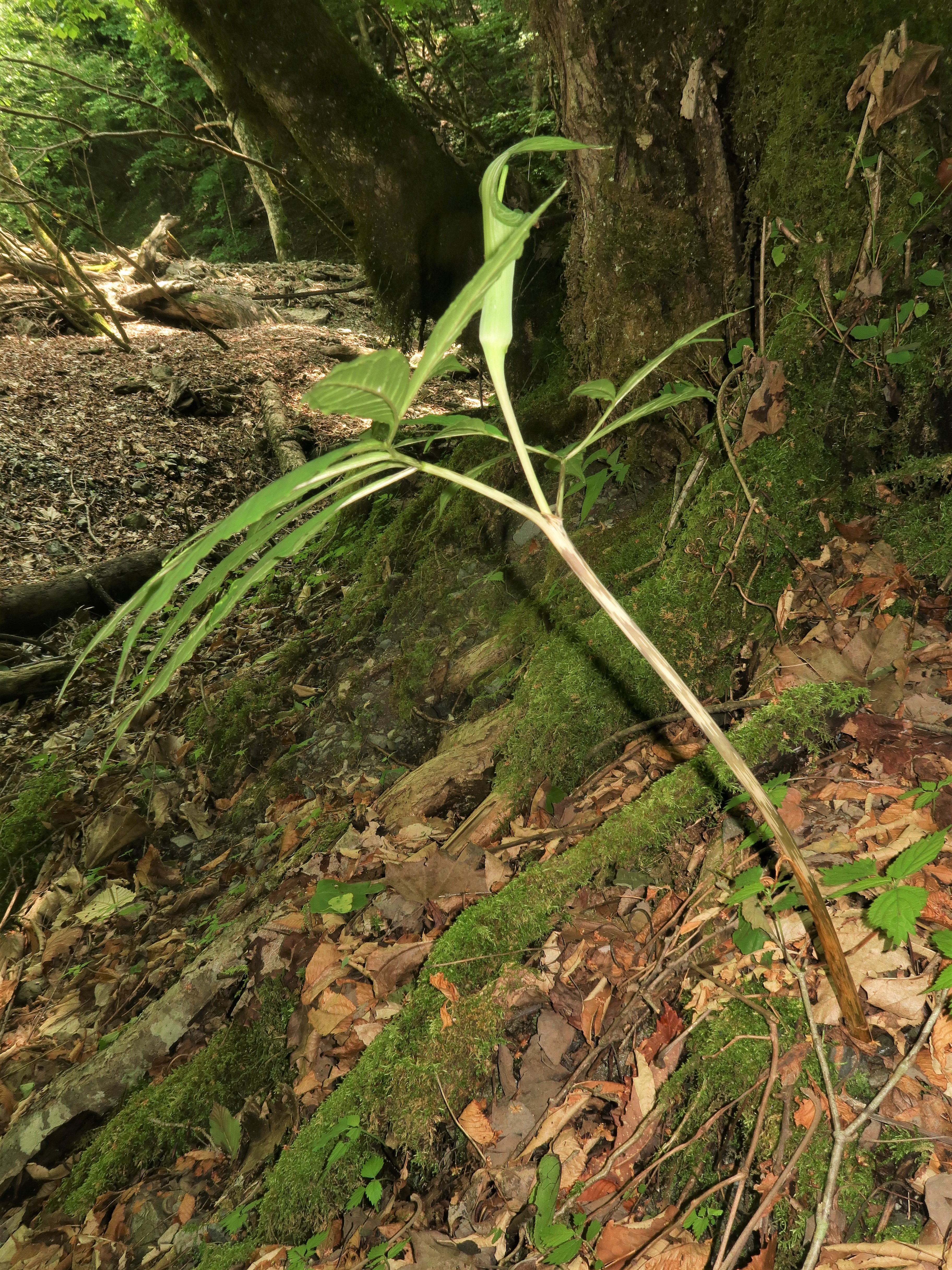
鞘状葉と偽茎部の斑紋は紫褐色をおび、偽茎部は葉柄部よりはるかに長い。

## 下位分類
ミヤママムシグサの種内変種として、芹沢によって同時に発表されたものに、スズカマムシグサおよびアマギミヤママムシグサがある。両変種ともにミヤママムシグサ同様に、葉の展開の後に仏炎苞が開く。

### スズカマムシグサ
スズカマムシグサ Arisaema pseudoangustatum Setiz. var. suzukaense Seriz. (2013) - 基本種のミヤママムシグサに比べ葉軸は発達する。仏炎苞筒部は細い筒状で長く、仏炎苞舷部の2倍ほどの長さがある。仏炎苞口辺部は開出せず、半透明になる部分はほとんどない。仏炎苞舷部は卵形で幅が狭く、先端は下に広がらず、舷部内面に筋状の隆起はなく、泡状の凹凸があって全面が白くみえる。標高が高い場所に生育する個体は全体が小型になる傾向がある。岐阜県西部とその周辺の滋賀県・三重県・石川県・福井県に分布し、山地の林縁などに生育する。

### アマギミヤママムシグサ
アマギミヤママムシグサ Arisaema pseudoangustatum Setiz. var. amagiense Seriz. (2013) - ホソバテンナンショウ Arisaema angustatum に似るが、仏炎苞舷部は狭卵状三角形で幅が狭く、舷部内面と縁部に微細な乳頭状突起が密に生え、白っぽくみえる。静岡県の伊豆半島に分布し、山地上部の林床、林縁に生育する。

## 類似種
- ホソバテンナンショウ Arisaema angustatum Franch. et Sav. (1878)[9] - 関東地方から中部地方東部、近畿地方に分布し、高さは100cmに達する。葉ふつう2個で、偽茎部は葉柄よりはるかに長い。仏炎苞は葉よりやや早く展開し、仏炎苞舷部内面は平滑で白っぽくなく、仏炎苞口辺部は狭く耳状に開出する[10]。
- ウメガシマテンナンショウ Arisaema maekawae J.Murata et S.Kakishima (2008)[11] - 山梨県・静岡県・長野県・岐阜県・兵庫県・中国地方に分布し、高さは80cmに達する。葉ふつう2個で、偽茎部は葉柄よりはるかに長い。仏炎苞は葉よりやや早く展開し、仏炎苞舷部内面は白っぽく、仏炎苞口辺部は狭く開出する[12]。